# Kruszyno
Kruszyno – dawny zaścianek. Tereny na których leżał znajdują się obecnie na Białorusi, w obwodzie witebskim, w rejonie dokszyckim, w sielsowiecie Sitce.
Inna nazwa miejscowości – Korszuny.

## Historia
W czasach zaborów w powiecie wilejskim w guberni wileńskiej Imperium Rosyjskiego.
W dwudziestoleciu międzywojennym zaścianek leżał w Polsce, w województwie wileńskim, w powiecie duniłowickim, od 1926 w powiecie dziśnieńskim, w gminie Porpliszcze.
Według Powszechnego Spisu Ludności z 1921 roku zamieszkiwało tu 75 osób, 66 było wyznania rzymskokatolickiego a 9 prawosławnego. Jednocześnie wszyscy mieszkańcy zadeklarowali polską przynależność narodową. Było tu 12 budynków mieszkalnych. W 1931 w 12 domach zamieszkiwało 85 osób.
Wierni należeli do parafii rzymskokatolickiej w Dokszycach i prawosławnej w Porpliszczach. Miejscowość podlegała pod Sąd Grodzki w Dokszycach i Okręgowy w Wilnie; właściwy urząd pocztowy mieścił się w Porpliszczach.